# MGTU Moskwa
MGTU Moskwa – męski klub siatkarski z Rosji powstały w 1954 roku w Moskwie. Występuje w rosyjskiej Wyższej Liga A.

## Nazwy klubu
- 1954-1972 Burevestnik
- 1972-1989 MVTU Moskwa
- 1989-1999 MGTU Moskwa
- 1999-2003 MGTU Łużniki Moskwa
- 2003-2004 Dinamo MGTU Moskwa
- 2004-     MGTU Moskwa

## Rozgrywki międzynarodowe
| Sezon     | Rozgrywki                        |
| --------- | -------------------------------- |
| 1992/1993 | Puchar Europy Zdobywców Pucharów |
| 2001/2002 | Liga Mistrzów                    |
| 2002/2003 | Liga Mistrzów                    |

## Sukcesy
- Wicemistrzostwo ZSRR – 1 raz (1954)
- Brązowy medal ZSRR – 4 razy (1960, 1961, 1962, 1977)
- Puchar ZSRR – 2 razy (1972, 1981)
- Brązowy medal Otwartych Mistrzostw WNP – 1 raz (1992)
- Mistrzostwo Rosji - 1 raz (2001)
- Wicemistrzostwo Rosji - 2 razy (1992, 2002)
- Ćwierćfinał Ligi Mistrzów - 2 razy (2002, 2003)

## Skład zespołu

### Sezon 2014–2015
- Pierwszy trener:  Jurij Nieczuszkin

| Nr | Imię i nazwisko       | Data ur. | Wzrost | Pozycja      |
| -- | --------------------- | -------- | ------ | ------------ |
| 1  | Jurij Tjutin          | 1985     | 196    | rozgrywający |
| 2  | Dienis Szenkiel       | 1995     | 196    | przyjmujący  |
| 3  | Iwan Trunin           | 1993     | 190    | libero       |
| 4  | Andriej Czuprin       | 1992     | 184    | libero       |
| 5  | Witalij Mielnikow     | 1989     | 199    | atakujący    |
| 6  | Nikita Marczenko      | 1995     | 202    | atakujący    |
| 7  | Iwan Jakowlew         | 1995     | 205    | środkowy     |
| 8  | Leonid Szczadiłow     | 1991     | 205    | przyjmujący  |
| 9  | Wiktor Kirilin        | 1991     | 192    | rozgrywający |
| 10 | Czesław Swientickis   | 1993     | 206    | rozgrywający |
| 12 | Dienis Jur'jew        | 1987     | 198    | przyjmujący  |
| 13 | Aleksandr Sadakow     | 1986     | 198    | środkowy     |
| 14 | Daniił Gielewierow    | 1995     | 198    | przyjmujący  |
| 15 | Władisław D'jakow     | 1995     | 181    | libero       |
| 16 | Aleksiej Syczew       | 1989     | 205    | środkowy     |
| 17 | Artiom Szibajew       | 1990     | 197    | atakujący    |
| 18 | Aleksiej Tertysznikow | 1993     | 200    | przyjmujący  |